# 장정남
장정남(張正男, ? ~ )은 조선민주주의인민공화국의 군인, 정치인이다. 조선인민군 육군 상장이며, 조선민주주의인민공화국 인민무력부장을 역임하였다.

## 경력
장정남은 2002년 4월에 조선인민군 소장, 2011년 11월 중장으로 각각 승진했으며, 최근까지 강원도 최전방 지역을 맡는 인민군 제1군단장을 지냈다. 2012년 12월 17일, 금수산태양궁전 앞 광장에서 열린 인민군 육해공군 결의대회에서 "최고사령관의 최후돌격명령을 기다리고 있다"라는 김정은에 대한 충성 맹세를 하는 결의 연설을 하기도 했다. 2013년 5월, 김격식 후임으로 조선민주주의인민공화국 인민무력부 부장에 임명되었다. 이 때는 계급은 상장이었다
2013년 8월 29일 노동신문에 김정은의 축구 경기 관람을 보도하는 기사 중에는 박봉주, 최룡해, 장성택, 이영길에 이어서 호명되었다. 11월 혹은 12월에는 인민군 대장으로 진급 한 것이 확인되고 있다. 2014년 2월 4일 조선중앙방송에서 다시 상장 계급장을 달고 있는 것으로 확인되었고, 대장에서 상장으로 계급이 강등됐다고 한다. 3월 열린 제13기 최고 인민 회의 대의원 선거에서 대의원에 선출되었다. 4월 9일 열린 제13기 최고 인민 회의 제1차 회의에서 국방 위원회 위원에 선출됐다. 명단과 사진 순서를 소개 할 때 국방위원회 부위원장인 오극렬의 다음으로 게재됐다. 또 이 때 공개된 사진에서는 대장 계급장을 착용한 것을 확인되었다. 4월 27일 조선중앙통신의 보도로 조선 노동당 중앙 군사 위원회 위원에 취임한 것으로 알려졌다. 6월 25일에 전날인 24일에 개최된 군민 결의 대회를 보도하는 조선중앙방송 보도에는 현영철이 인민무력부장으로 소개되면서, 장정남이 인민무력부장에 해임된 것으로 확인되었다.